# Héparinoïde
Les héparinoïdes sont des glycosaminoglycanes dérivés de l'héparine.